# Berthold II. von Schwarzenburg bei Rötz
Berthold von Schwarzenburg bei Rötz (geb. vor 1122; gest. 1147 oder 1148) war ein bayerischer Adliger, der auf der Burg Schwarzenburg ansässig war.

## Leben
Berthold wurde erstmals um 1122 als Zeuge einer Übertragung von Gütern der Herzogin Richza von Böhmen durch Markgraf Diepold III. von Vohburg an das Kloster Reichenbach am Regen erwähnt. Er steht an erster Stelle von über 20 Zeugen, wodurch seine Machtposition und die gehobene gesellschaftliche Stellung der Edelfreien von Schwarzenburg dokumentiert ist. In einer Urkunde vom 12. Februar 1150 wird der Erzbischof von Köln, Friedrich von Schwarzenburg (ca. 1075/78–1131), als sein Onkel von Vaterseite bezeichnet. Nach Urkunden belegbar hatte Erzbischof Friedrich sicher zwei, wahrscheinlich drei Brüder, ein eindeutiger Beleg für den Vater von Berthold fehlt aber. Franz Tyroller vermutet, dass ein als Engelbert von Bayern in einer Urkunde von Erzbischof Friedrich vom Mai 1125 auftretender Zeuge dessen Bruder und Vater von Berthold (II.) ist. Ca. 1132/33 erscheint Berthold als Zeuge eines Tauschgeschäftes von Bischof Heinrich I. von Regensburg mit Markgraf Diepold, betreffend das Zisterzienserkloster Waldsassen. In dieser Urkunde wird auch die Gründung des Klosters durch Markgraf Diepold III. von Vohburg beschrieben. Um 1139/1146 wird Berthold bei einer Güterübertragung für das Kloster St. Georg in Prüfening genannt. Im Frühjahr 1147 brach Berthold mit König Konrad III. zum Zweiten Kreuzzug auf. Zuvor bedachte er das Regensburger Schottenkloster noch mit Schenkungen in und um Dietldorf (heute Ortsteil von Burglengenfeld), wie die Schottenlegende (Libellus) berichtet. Das Herrschaftgut Dobersece (heute Döberschütz / Landkreis Bayreuth), das ihm seinem Onkel Friedrich von Schwarzenburg mit der oben genannten Urkunde geschenkt hatte, vermachte er dem Kloster Michelsberg in Bamberg. Vom fehlgeschlagenen Zweiten Kreuzzug kehrte Berthold nicht mehr zurück. Zwei seiner Getreuen beeideten im Februar 1150 seinen Tod während des von Mai 1147 bis zum Frühjahr 1149 dauernden Kreuzzuges. 
Nach dem Nekrolog des Schottenklosters starb er an einem 25. September (1147/48). In keiner Quelle findet sich ein Hinweis auf eine Ehefrau oder Kinder Bertholds. Die edelfreien älteren Schwarzenburger starben mit ihm aus. Erst am 10. März 1240 wird wieder ein „dominus de Swarcenburch“ in einer Schenkung für das Kloster Pielenhofen erwähnt. Diese ab 1256 fortlaufend belegten Adeligen von der Schwarzenburg auf dem Schwarzwihrberg bei Rötz hatten mit höchster Wahrscheinlichkeit keine verwandtschaftliche Verbindung zu den älteren Schwarzenburger Edelfreien.                                               